# Stenellipsis sculpturata
Stenellipsis sculpturata är en skalbaggsart som beskrevs av Thomas Broun 1915. Stenellipsis sculpturata ingår i släktet Stenellipsis och familjen långhorningar. Inga underarter finns listade i Catalogue of Life.